# Nassogne
Nassogne è un comune belga di 5 045 abitanti, situato nella provincia vallona del Lussemburgo.